# Копляр, Марко
Марко Копляр (хорв. Marko Kopljar, родился 12 февраля 1986 года в Пожеге) — хорватский гандболист, выступающий за немецкую команду «Фюксе Берлин». Играл за сборную Хорватии. Бронзовый призёр летних Олимпийских игр 2012 года.

## Карьера

### Клубная
Копляр начинал карьеру в хорватском чемпионате за клубы «Пожега», «Джаково», «Медвешчак» и «Меткович». Первый профессиональный клуб — «Загреб», с которым дебютировал в Кубке обладателей кубков 2004/2005 и Кубке вызова ЕГФ 2005/2006. С ним участвовал в Лиге чемпионов ЕГФ с сезона 2007/2008 по сезоны 2011/2012. Летом 2012 продан во французский ПСЖ, с которым выиграл чемпионат Франции в 2013 и 2015 году, Кубок Франции в 2014 и 2015 году. 15 октября 2014 года заработал прямую красную карточку в матче против «Шамбери Савоя», укусив Бенжамина Жилля, за что был наказан шестью месяцами дисквалификации. Летом 2015 года ушёл в «Барселону», с которой выиграл в 2016 году чемпионат Испании. С сезона 2016/2017 представляет «Телеком Веспрем» из Венгрии.

### В сборной
Копляр сыграл 143 игры за сборную Хорватии и забил 296 голов. В 2012 году стал бронзовым призёром чемпионата Европы и получил приз лучшего правого полусреднего, попав в символическую сборную; в том же году стал бронзовым призёром Олимпийских игр в Лондоне. Также был заявлен за сборную для участия в Олимпиаде в Рио-де-Жанейро.